# إرفين كونيج
قالب:صندوق معلومات شخصية خياليةية خيالية
 إرفين كونيغ  (بالألمانية: Erwin König)‏ ، واسمه الحقيقي :(هاينز تورفالد) ، وهي شخصية لقناص ألماني يروى أنه عاش في زمن الحرب العالمية الثانية، ونجح في دخول الجيش الألماني الشرق الأوربي والتي كانت مسيطر عليها من قبل الجيش السوفييتي .
إرفين كونيغ لقب خاص لهاينز الذي يعتقد أنه قتل في مدينة ستالينغراد الروسية على يد القناص السوفيتي فاسيلي زايتسيف سنة 1942. هذه الشخصية لم يتم التأكد من وجودها في الواقع وقد تم تجسيدها في فيلم العدو على الأبواب.